# Ярославская государственная филармония
Ярославская государственная филармония — концертное учреждение в городе Ярославле. Располагает Концертным залом имени Л. В. Собинова.

## История
Основана в 1937 году; основой организации стали оркестр народных инструментов под управлением Е. М. Стомпелева и несколько камерных эстрадных групп. В годы войны концертные бригады, сформированные в Ярославле, дали более тысячи концертов на фронте и в тылу, из них особо известен стал Волжский ансамбль песни и танца.
В 1944 году по инициативе директора А. Е. Уманского был создан Ярославский симфонический оркестр. Долгие годы в Ярославской филармонии выступали камерный ансамбль «Барокко», эстрадный коллектив «Ярославские ребята», пианистка Недда Аязян и другие артисты.
В 1974 году установлен орган фирмы Wilhelm Sauer.
В концертном зале филармонии выступали композиторы И. Дунаевский, Д. Кабалевский, А. Хачатурян, Р. Глиэр, пианисты С. Рихтер, Э. Гилельс, Г. Нейгауз, скрипачи Л. Коган, Д. Ойстрах, виолончелист М. Ростропович и др. Здесь состоялись премьеры таких произведений как Второй концерт для фортепьяно с оркестром (солист — автор) и Второй концерт для скрипки с оркестром Т. Хренникова (солист — Л. Коган), Симфоническая поэма А. Флярковского «Бессмертие» и др.
В 2005 году филармония преобразована из областной в государственную.

## Исполнители
Коллектив филармонии включает в себя:
- Ярославский академический симфонический оркестр под руководством Народного артиста России Мурада Аннамамедова.
- Хоровая капелла «Ярославия».
- Органист Народная артистка России Любовь Шишханова.
- Ансамбль русских народных инструментов «Золотые купола».
- Ансамбль русских народных инструментов «Серпантин».
- Группа «Чё те надо?».
- Солисты: Народная артистка России Вера Добролюбова, Заслуженный артист России Анатолий Колбёшин, Альбина Хрипкова, Александр Суханов, Наталья и Сергей Сорокины.
- Мастера художественного слова: Заслуженная артистка России Элеонора Волгина, Заслуженный артист России Лев Евилевич, Нина Токарева.